# フィラデルフィア・センテニアルズ
フィラデルフィア・センテニアルズ（Philadelphia Centennials）は、1875年にペンシルベニア州フィラデルフィアを本拠地とし、ナショナル・アソシエーションに所属していたプロ野球チーム。

## 球団史
1875年にナショナル・アソシエーションが13球団まで拡張された際にリーグに加盟した。この年はフィラデルフィアだけで3球団が参加するという事態になった。チームでプロの選手といえるのは投手のジョージ・ベクテルと野手のビル・クレーバーの二人だけで、あとはアマチュアのクラブから集めてきた選手で構成されていたそうである。
リーグが始まってもなかなか勝つことができず、フィラデルフィアの他2チームを脅かすには至らなかった。チームは4月と5月のわずか二か月活動しただけで倒産し、ベクテルとクレイバーは1500ドルでアスレチックスにトレードされた。

## 戦績
| 年度   | リーグ | 試合 | 勝利 | 敗戦 | 勝率 | 順位 | 監督             | 本拠地          |
| ------ | ------ | ---- | ---- | ---- | ---- | ---- | ---------------- | --------------- |
| 1875年 | NA     | 14   | 2    | 12   | .143 | 11位 | ビル・クレーバー | Centennial Park |

## 所属した主な選手
- ジョージ・ベクテル：14試合全て投げ2勝12敗。投打の中心だった。
- ビル・クレーバー：監督兼任。チーム最多の18安打を放つ。

## 主な球団記録
- 通算安打数：18（ビル・クレーバー）
- 通算打点数：7（ジョージ・ベクテル）
- 通算勝利数：2（ジョージ・ベクテル）